# Coranarta restricta
Coranarta restricta is een vlinder uit de familie uilen (Noctuidae). De wetenschappelijke naam is voor het eerst geldig gepubliceerd in 2002 door Yela.
De soort komt voor in Europa.